# Bilal Mohammed
Bilal Mohammed (en árabe: بلال محمد‎; Sudán; 2 de junio de 1986) es un exfutbolista de Catar nacido en Sudán que jugaba en la posición de defensa.

## Carrera

### Club
| Periodo   | Club           | Apariciones | Goles |
| --------- | -------------- | ----------- | ----- |
| 2003–2017 | Al-Gharafa SC  | 180         | 9     |
| 2017–2018 | Al-Markhiya SC | 5           | 0     |
| 2018–2019 | Umm-Salal SC   | 3           | 0     |

### Selección nacional
Jugó para Qatar en 108 ocasiones de 2003 a 2014 y anotó dos goles; ganó la medalla de oro en los Juegos Asiáticos de 2006 y participó en cuatro ediciones de la Copa Asiática.

## Logros

### Club
- Liga de fútbol de Catar (4): 2004–05, 2007–08, 2008–09, 2009–10
- Copa del Emir de Catar (2): 2009, 2012
- Copa Príncipe de la Corona de Catar (2): 2010, 2011
- Copa de las Estrellas de Catar (1): 2009
- Copa del Jeque Jassem (2): 2005, 2007

### Selección nacional
- Juegos Asiáticos (1): 2006

## Estadísticas

### Goles con selección nacional
| # | Fecha     | Sede        | Rival           | Resultado | Torneo             |
| - | --------- | ----------- | --------------- | --------- | ------------------ |
| 1 | 24-8-2008 | Doha, Catar | Corea del Norte | 2–1       | Amistoso           |
| 2 | 16-1-2011 | Doha, Catar | Kuwait          | 1–0       | Copa Asiática 2011 |